# Orapóndiro
Orapóndiro är en ort i Mexiko.   Den ligger i kommunen Uruapan och delstaten Michoacán de Ocampo, i den södra delen av landet, 300 km väster om huvudstaden Mexico City. Orapóndiro ligger 1 466 meter över havet och antalet invånare är 125.
Terrängen runt Orapóndiro är lite bergig. Runt Orapóndiro är det ganska tätbefolkat, med 72 invånare per kvadratkilometer. Närmaste större samhälle är Uruapan, 18,0 km nordost om Orapóndiro. I omgivningarna runt Orapóndiro växer huvudsakligen savannskog.